# Terehove, Kroleveț
Terehove (în ucraineană Терехове) este un sat în comuna Dobrotove din raionul Kroleveț, regiunea Sumî, Ucraina.

## Demografie
Componența lingvistică a localității Terehove
     Ucraineană (98%)
     Rusă (2%)
Conform recensământului din 2001, majoritatea populației localității Terehove era vorbitoare de ucraineană (98%), existând în minoritate și vorbitori de rusă (2%).